# Corsica Ferries - Sardinia Ferries

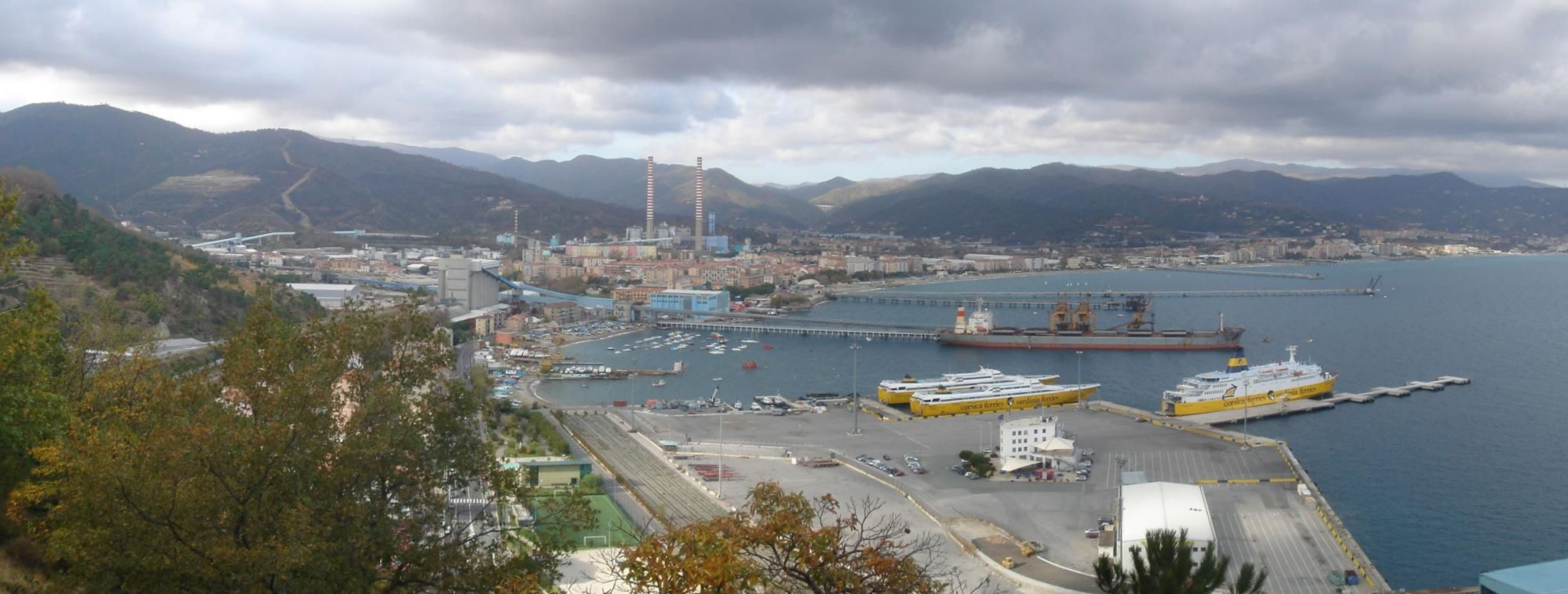
La sede di Vado Ligure

Corsica Ferries - Sardinia Ferries è una compagnia di navigazione italo-francese attiva nel trasporto marittimo di persone, autoveicoli e merci nel Mar Mediterraneo.
La compagnia opera nei collegamenti fra i porti di Francia e Italia e le isole di Corsica, Sardegna, Maiorca e Minorca; la sede amministrativa è situata a Bastia, in Corsica, mentre la sede operativa è ubicata a Vado Ligure, in provincia di Savona. Il simbolo della compagnia, che appare sulle murate e sul fumaiolo di tutte le undici navi della flotta, è una testa di moro, in riferimento alle bandiere di Corsica e Sardegna.

## Storia
Negli anni sessanta cominciò a diffondersi nel mar Mediterraneo una nuova tipologia di nave, il traghetto "ro-ro" (roll on/roll off), già largamente impiegato nei porti dell'Europa del Nord. Il ro-ro si caratterizza per l'offerta di numerosi servizi a bordo e la capacità di trasportare non solo passeggeri, ma anche un certo numero di autoveicoli; una novità che attirò l'attenzione dell'imprenditore di Bastia Pascal Lota, già presidente di una nota società di stivaggio portuale. Da tempo Lota desiderava dare impulso all'attività economica della Corsica, i cui collegamenti navali con la Francia continentale erano da anni in mano all'oligopolio delle più grandi compagnie marittime francesi. Lota decise dunque di volgersi all'Italia e acquistò la sua prima nave nel 1967, ossia un piroscafo con trent'anni di servizio alle spalle che, una volta convertito in traghetto ro-ro, diviene in grado di trasportare 600 passeggeri e 60 autoveicoli, venendo ribattezzato Corsica Express.
Nel 1968 il maggio francese portò un'ondata di scioperi tra gli scaricatori di porto francesi, rischiando di paralizzare i collegamenti con la Corsica. Lota colse l'occasione per inaugurare ufficialmente la sua compagnia, la Corsica Line, e il 24 maggio 1968 avviò un servizio di trasporto passeggeri sulla rotta Genova-Bastia. Il discreto successo raccolto nei primi anni di vita convinse la compagnia ad aprire un nuovo collegamento fra Bastia e Livorno; per l'occasione fu acquistato un secondo traghetto, il Corsica Ferry, entrato in servizio nel maggio 1972. Una terza motonave, la Corsica Star, si aggiunse alla flotta l'anno successivo, in concomitanza con l'inaugurazione della linea per Imperia. Sempre nel 1973 gli scafi di tutte le navi della flotta vennero riverniciati di giallo in sostituzione della precedente livrea di colore blu, al fine di rendere i traghetti della compagnia maggiormente visibili e riconoscibili; contemporaneamente la compagnia cambiò nome in Corsica Ferries.
Negli anni la compagnia ha incrementato i propri servizi aggiungendo nuove linee con la Francia e investendo nell'ampliamento della flotta: entrarono in servizio la Corsica Serena nel 1975, la Corsica Nova nel 1976, la Corsica Marina nel 1977, la A Regina nel 1979 e la Corsica Viva nel 1980. Nel 1981 Corsica Ferries acquisì la compagnia di navigazione italiana Trans Tirreno Express e sbarcò così in Sardegna, creando il marchio Sardinia Ferries: l'anno seguente il Sardinia Nova fu il primo traghetto della compagnia a prestare servizio sulla rotta Livorno-Olbia. Nel 1983 venne poi acquistata un'altra motonave, la Corsica Serena II.
Il successo delle linee per la Corsica e la Sardegna, che pose la compagnia in una posizione di rilievo nel proprio settore, convinse la dirigenza a espandere i propri affari oltre il mar Mediterraneo: nel 1984 nacque Dominican Lines, filiale della compagnia attiva nel mar dei Caraibi tra i porti della Repubblica Dominicana e quelli di Porto Rico. Corsica Ferries dovette pertanto allargare ulteriormente la propria flotta e acquistò nel 1985 il Sardinia Regina, traghetto di dimensioni generose per l'epoca e con un gran numero di cabine private, che permise di elevare sensibilmente la qualità del servizio offerto. Si aggiunsero poi alla flotta il Corsica Marina II e il Sardinia Vera nel 1986, seguiti dalla Corsica Victoria, gemella della Sardinia Regina, nel 1988. L'esperienza nel mar Caraibico si concluse però già nel 1988 con la chiusura della filiale.
Nel 1990 il porto di Olbia fu abbandonato per i servizi in Sardegna in favore di quello di Golfo Aranci, più vicino al porto di Civitavecchia e dunque alla penisola italiana. Dal 1992 la compagnia raggiunse anche l'Isola d'Elba tramite la rotta Piombino-Portoferraio, operata dalle motonavi Elba Nova ed Elba Express. Nel 1998 tale servizio fu abbandonato, salvo poi essere ripristinato nel 2012. Nel 1993 la compagnia ha aperto una nuova filiale, Caribia Ferries, nel tentativo di stabilirsi presso l'arcipelago delle Antille; già l'anno seguente, tuttavia, a causa di alcuni dissidi con gli operatori portuali locali, il progetto è stato abbandonato. Nel 1995 Corsica Ferries ha commissionato la costruzione di tre traghetti caratterizzati da ridotte dimensioni, alto livello tecnologico ed elevate prestazioni, una configurazione che in quel periodo stava godendo di una crescente popolarità. L'anno successivo il Sardinia Express, il Corsica Express Seconda e il Corsica Express Three entrarono in servizio.
Nel 1999 la compagnia abbandonò il porto di Genova e trasferì le sue attività in quello di Vado Ligure, giudicato più economico. Nel medesimo anno i marchi Corsica Ferries e Sardinia Ferries, fino ad allora distinti e autonomi, furono uniti in una sola denominazione e le rispettive flotte vennero accorpate. Nell'aprile 2001 entrò in servizio un nuovo traghetto, il Mega Express, seguito nel successivo mese di giugno dal gemello Mega Express Two: commissionate tre anni prima al Cantiere navale fratelli Orlando di Livorno, le due unità possiedono caratteristiche all'avanguardia, quali un'elevata velocità di crociera combinata a dimensioni importanti e a numerosi servizi di bordo. Il successo immediato delle nuove unità spinse la compagnia a investire ancora su questa tipologia di traghetto: nel 2003 fu acquistato dalla compagnia greca Minoan Lines l'Ariadne Palace I, ribattezzato Mega Express Three, profondamente ristrutturato e messo in servizio l'anno seguente.
Per rafforzare ulteriormente l'offerta, Corsica Ferries - Sardinia Ferries acquisisce nel 2006 un altro traghetto con caratteristiche simili, lo Spirit of Tasmania III, dalla compagnia australiana TT-Line; sottoposta a importanti lavori di ristrutturazione, l'unità entra in servizio con il nome di Mega Express Four. Sempre nel 2006 viene perfezionato l'acquisto di un secondo traghetto, il Phoenix Express, dalla compagnia giapponese Miyazaki Car Ferry: sottoposto anch'esso a lavori di ammodernamento, finì al centro di un contenzioso e, complici una serie di ritardi, entrò in servizio soltanto nel 2009 con il nome di Mega Express Five. Nel frattempo, nel 2007, la compagnia aprì una nuova filiale, la Kallisti Ferries, operante nei collegamenti tra Il Pireo e l'arcipelago delle Cicladi, nel mar Egeo. L'esperienza nelle acque greche si rivelò però fallimentare e si concluse dopo appena due anni.
Constatando il notevole gradimento riscosso dalle nuove unità e osservando una costante crescita del mercato, la compagnia continuò a investire nelle navi di grandi dimensioni e acquista dalla norvegese Color Line la nave Color Festival, nota all'epoca della costruzione per essere particolarmente voluminosa e lussuosa, con un'impostazione intermedia tra un classico traghetto e una vera e propria nave da crociera. Rinominato Mega Smeralda, il traghetto entra in servizio per la nuova compagnia nel 2008.
Nell'ottobre dello stesso anno Corsica Ferries - Sardinia Ferries acquisì la quota di maggioranza della compagnia di navigazione italiana Strade Blu, attiva nel settore del trasporto marittimo di merci nel mar Tirreno; per l'occasione le navi da carico Strada Corsa, Strada Gothica, Strada Corsara e Strada Gigante entrarono a far parte della flotta di Corsica Ferries - Sardinia Ferries e il loro scafo fu ridipinto con la tipica livrea della compagnia. Travolta da una crisi finanziaria, Strade Blu cessò tuttavia la sua attività nel 2011 e venne liquidata l'anno seguente. Tutte le navi, tranne lo Strada Corsa, vennero vendute per la demolizione.
Il 24 maggio 2011 il Corsica Serena Seconda viene venduto alla Almada Shipping.

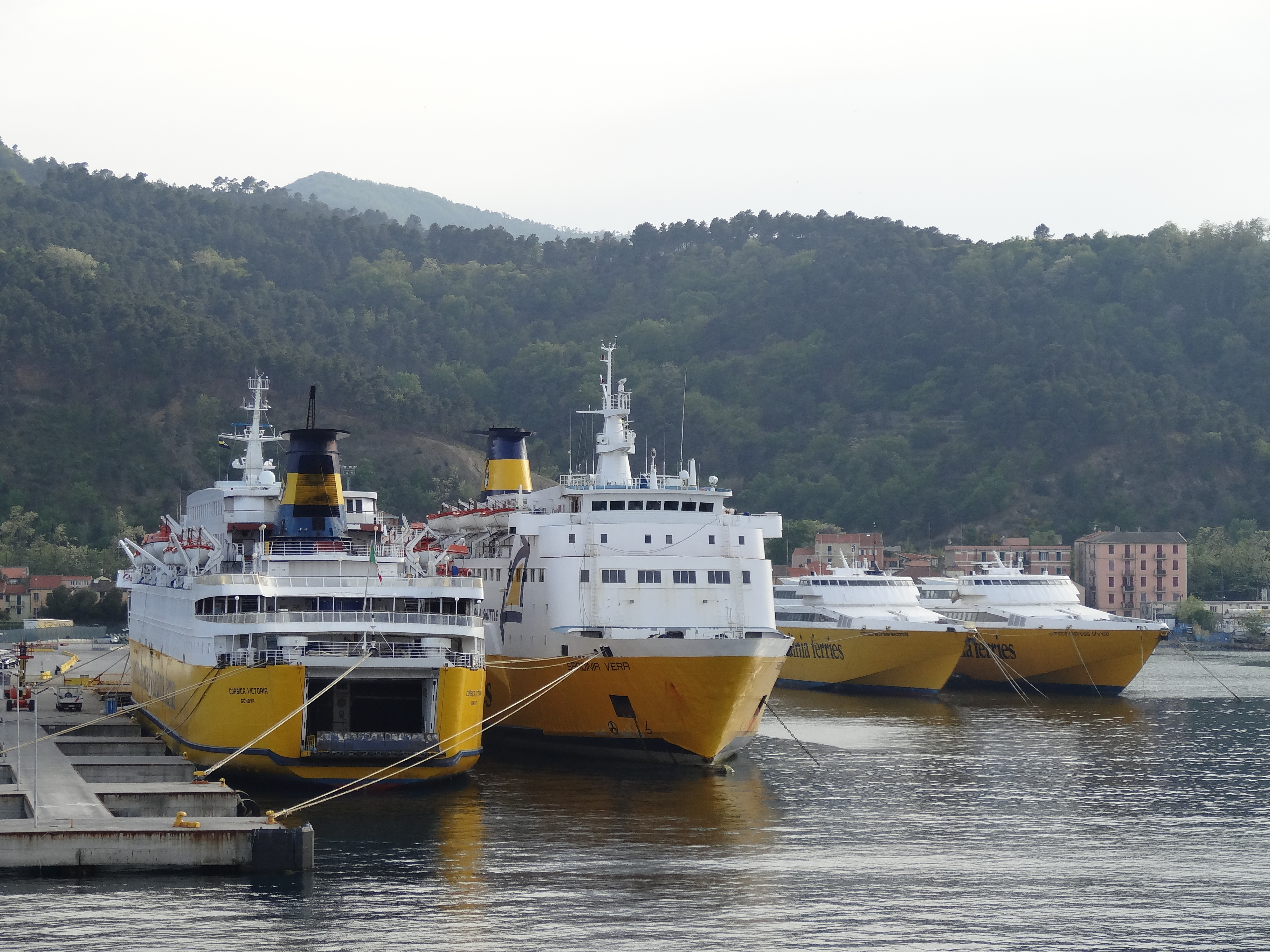
Corsica Victoria, Sardinia Vera, Corsica Express Seconda e Corsica Express Three in disarmo a Vado Ligure. Nessuna di queste, è ancora ad oggi in flotta.

Nel 2015 la compagnia tornò a investire nella flotta e acquistò dalla finlandese Silja Line il traghetto Silja Festival, gemello del Mega Smeralda, che prese il nome di Mega Andrea in omaggio alla moglie del fondatore Pascal Lota, Andrée, scomparsa nel 2012. Lota venne a mancare il 19 gennaio 2016, all'età di 83 anni: in suo onore il traghetto acquistato l'anno precedente dalla compagnia estone Tallink venne ribattezzato Pascal Lota, entrato in servizio nel giugno 2017. Nell'aprile dello stesso anno la famiglia Lota vendette le proprie quote di partecipazione nella compagnia e Pierre Mattei, storico braccio destro di Lota, fu nominato amministratore delegato di Corsica Ferries - Sardinia Ferries.
Dal 2018 la compagnia si è estesa anche alle isole Baleari tramite la linea Tolone-Alcúdia; nello stesso anno, anniversario dei 50 anni dalla fondazione, è stata annunciata la volontà della compagnia di dotarsi di due traghetti alimentati a gas naturale liquefatto (GNL), dalla capacità di 2200 passeggeri e 700 autoveicoli, con l'obiettivo di ridurre al minimo l'impatto ambientale della flotta. Fra il 2019 e il 2021 la compagnia raggiunge anche la Sicilia, collegando i porti di Tolone e Nizza a Trapani.
Nell'ottica di un graduale rinnovamento della flotta, il 12 maggio 2021 è stata annunciata l'acquisizione del traghetto Mariella dalla compagnia finlandese Viking Line: ribattezzata Mega Regina, la nave ha preso servizio per la nuova compagnia nel luglio seguente. Il 5 agosto 2022 è stato poi ufficializzato l'acquisto di un'altra motonave di proprietà della Viking Line, la Amorella, che ha cambiato nome in Mega Victoria ed è entrata in servizio nel maggio 2023; nel frattempo, gli storici traghetti Sardinia Regina e Corsica Victoria vengono venduti. Il 10 gennaio 2023 la compagnia ha annunciato l'acquisto della nave cargo Rosa dei Venti dalla società Visemar di Navigazione, contestualmente noleggiandola a Grandi Trasporti Marittimi fino al 2028.
Il 9 febbraio 2024 la compagnia ha annunciato la vendita per demolizione del traghetto Sardinia Vera, riducendo la flotta a 12 navi.
Dal 4 novembre 2024 Pierre Mattei lascia il posto di amministratore delegato a Sébastien Romani.
A fine 2024 la flotta si riduce ulteriormente con la vendita dell'ultimo Corsica Shuttle della flotta, il Corsica Marina Seconda, alla compagnia araba Tarco Marine, in seguito ribattezzato Al Jabara.
L'8 gennaio 2025 viene annunciata la vendita della succursale Elba Ferries alla compagnia di navigazione elbana BluNavy: di conseguenza il Corsica Express Three viene noleggiato alla stessa compagnia per la stagione 2025 come terza nave sulla Piombino-Portoferraio.
Il 29 aprile viene annunciata la cessione a titolo definitivo del Corsica Express Three e dello slot elbano alla BluNavy.

## Flotta
| Traghetto          | Immagine | Tipo              | Anno di costruzione | Stazza (t.s.l.) | Passeggeri | Auto | Metri lineari carico merci | Velocità in nodi | Note                                     |
| ------------------ | -------- | ----------------- | ------------------- | --------------- | ---------- | ---- | -------------------------- | ---------------- | ---------------------------------------- |
| Pascal Lota        |          | Fast Cruise ferry | 2008                | 36.277          | 2.080      | 670  | 1.930                      | 28               |                                          |
| Mega Express       |          | Fast Cruise ferry | 2001                | 26.024          | 1.800      | 550  | 790                        | 29               |                                          |
| Mega Express Two   |          | Fast Cruise ferry | 2001                | 26.024          | 1.800      | 550  | 790                        | 29               |                                          |
| Mega Express Three |          | Fast Cruise ferry | 2001                | 29.637          | 2.100      | 650  | 1.000                      | 31               |                                          |
| Mega Express Four  |          | Fast Cruise ferry | 1995                | 25.710          | 2.000      | 650  | 1.400                      | 27               |                                          |
| Mega Express Five  |          | Fast Cruise ferry | 1993                | 26.000          | 1.800      | 600  | 1.400                      | 26               |                                          |
| Mega Andrea        |          | Cruise ferry      | 1986                | 34.694          | 2.000      | 550  | 850                        | 22               |                                          |
| Mega Smeralda      |          | Cruise ferry      | 1985                | 34.694          | 2.000      | 550  | 850                        | 22               |                                          |
| Mega Regina        |          | Cruise ferry      | 1985                | 37.860          | 2.500      | 430  | 1.000                      | 22               |                                          |
| Mega Victoria      |          | Cruise ferry      | 1988                | 34.384          | 2.420      | 450  | 970                        | 21,5             |                                          |
| Rosa dei Venti     |          | Ro-Ro Ship        | 2018                | 23.937          | 12         | -    | 2.500                      | 18               | Noleggiata al Gruppo Grendi fino al 2028 |

## Flotta del passato
| Traghetto               | Immagine   | Anno di costruzione            | In servizio | Stato attuale |
| ----------------------- | ---------- | ------------------------------ | ----------- | --- |
| Corsica Express         |            | 1937                           | 1967-1976   | Demolita a Napoli nel 1986 |
| Corsica Ferry           |            | 1964                           | 1972-1976   | Demolita ad Aliağa nel 2011 |
| Corsica Star            |            | 1961                           | 1973-1980   | Affondata nei pressi di Porto Sudan nel 2003                                                                                      |
| Corsica Serena          |            | 1962                           | 1975-1980   | Demolita a Gadani Beach nel 2003                                                                                                  |
| Corsica Nova            |            | 1964                           | 1976-1988   | Demolita ad Aliağa nel 2011 |
| A Regina                |            | 1966                           | 1979-1985   | Incagliata nel 1985 al largo dell'isola di Mona e demolita sul posto nel 1989                                                     |
| Corsica Marina          |            | 1964                           | 1977-1990   | Demolita ad Aliağa nel 2013 |
| Antonio Amabile         |            | 1968                           | 1991-1992   | Noleggiato a Elba Ferries, al termine del noleggio ha fatto ritorno alla Caronte & Tourist. Demolita ad Aliaga (Turchia) nel 2008 |
| Corsica Viva            |            | 1968                           | 1980-1993   | Demolita nel 2004 |
| Elba Express            |            | 1987                           | 1995-1999   | Dal 2025 Salvatore Lauro per Alilauro                                                                                             |
| Elba Nova               |            | 1977                           | 1992-2001   | Dal 2019 Lady Carmela per Gestour                                                                                                 |
| Sardinia Nova           | framelless | 1966                           | 1982-2006   | Demolita ad Aliağa nel 2015 |
| Scorpio                 |            | 1999                           | 2008        | Attuale Tera Jet per SeaJets |
| Corsica Serena Seconda  |            | 1974                           | 1983-2011   | Dal 2016 Moby Niki per Moby Lines                                                                                                 |
| Sardinia Express        |            | 1995                           | 1996-2012   | Dal 2024 Bellone per Ever Eco Fast Ferries                                                                                        |
| Strada Corsara          |            | 1979                           | 2008-2012   | Demolita ad Alang nel 2012 |
| Strada Gothica          |            | 1975                           | 2008-2012   | Demolita ad Aliağa nel 2012 |
| Strada Gigante          | 1977       | Demolita a Chittagong nel 2012 | 2008-2012   | |
| Strada Corsa            |            | 1978                           | 2010-2013   | Demolita ad Aliağa nel 2017 come Star                                                                                             |
| Corsica Express Seconda |            | 1995                           | 1996-2015   | Dal 2015 Paros Jet per SeaJets |
| Sardinia Regina         |            | 1972                           | 1985-2021   | Dal 2021 Kevalay Queen per Kevalay Travel & Tourism                                                                               |
| Corsica Victoria        |            | 1973                           | 1986-2023   | Dal 2024 Queen Rinas per Tarco Marine                                                                                             |
| Sardinia Vera           |            | 1975                           | 1987-2024   | Demolita ad Aliağa nel 2024 |
| Corsica Marina Seconda  |            | 1974                           | 1986-2024   | Dal 2025 Al Jabara per Tarco Marine                                                                                               |
| Corsica Express Three   |            | 1995                           | 1995-2025   | Venduta a BluNavy |

## Rotte

### Corsica
| Linea                        | Tempo                   | Frequenza                    | Note                                                |
| ---------------------------- | ----------------------- | ---------------------------- | --------------------------------------------------- |
| Ajaccio ↔ Nizza              | 7 h 30 min              | Settimanale/plurisettimanale |                                                     |
| Ajaccio ↔ Tolone             | 6 h 30 min / 8 h 30 min | Quotidiana/plurigiornaliera  |                                                     |
| Ajaccio ↔ Porto Torres       | 3 h 30 min              | Settimanale                  |                                                     |
| Bastia ↔ Golfo Aranci        | 5 h / 6 h 30 min        | Plurisettimanale             | Stagionale                                          |
| Bastia ↔ Livorno             | 3-4 h / 4 h 30 min      | Quotidiana/plurigiornaliera  |                                                     |
| Bastia ↔ Nizza               | 5 h 30 min / 7 h        | Plurisettimanali             |                                                     |
| Bastia ↔ Piombino            | 3 h 30 min              | Plurisettimanali             | Stagionali                                          |
| Bastia ↔ Tolone              | 8-10 h                  | Quotidiane/plurigiornaliere  |                                                     |
| Bastia ↔ Vado Ligure         | 5 h / 6 h 30 min        | Quotidiane/plurigiornaliere  |                                                     |
| Isola Rossa ↔ Livorno        | 4-7 h                   | Settimanale                  | Stagionali                                          |
| Isola Rossa ↔ Nizza          | 4 h 30 min / 6 h        | Plurisettimanali             | Stagionali                                          |
| Isola Rossa ↔ Tolone         | 6 h 30 min / 8 h        | Plurisettimanali             | Stagionali                                          |
| Isola Rossa ↔ Vado Ligure    | 5 h                     | Plurisettimanali             | Stagionali                                          |
| Porto Vecchio ↔ Nizza        | 12 h                    | Plurisettimanali             | Stagionali                                          |
| Porto Vecchio ↔ Porto Torres | 3 h 30 min              | Settimanale                  | Stagionali                                          |
| Porto Vecchio ↔ Tolone       | 12-15 h                 | Plurisettimanale             | Stagionale, diretto/scalo intermedio a Porto Torres |

### Sardegna
| Linea                        | Tempo            | Frequenza                    | Note                                          |
| ---------------------------- | ---------------- | ---------------------------- | --------------------------------------------- |
| Golfo Aranci ↔ Bastia        | 5 h / 6 h 30 min | Plurisettimanale             | Stagionali                                    |
| Golfo Aranci ↔ Piombino      | 5 h 30 min       | Settimanale/plurisettimanale | Stagionali                                    |
| Golfo Aranci ↔ Livorno       | 6 h 30 min       | Quotidiana/plurigiornaliera  | Plurisettimanale (in bassa stagione)          |
| Golfo Aranci ↔ Vado Ligure   | 9-16 h           | Plurisettimanale             | Stagionale, diretto/scalo intermedio a Bastia |
| Porto Torres ↔ Nizza         | 7-8 h            | Settimanali                  | Stagionali                                    |
| Porto Torres ↔ Porto Vecchio | 3 h 30 min       | Settimanali                  | Stagionali                                    |
| Porto Torres ↔ Tolone        | 8-10 h           | Plurisettimanale             | Stagionali                                    |
| Porto Torres ↔ Ajaccio       | 3 h 30 min       | Settimanale                  |                                               |

### Baleari
| Linea            | Tempo                                | Frequenza     | Note       |
| ---------------- | ------------------------------------ | ------------- | ---------- |
| Tolone ↔ Alcúdia | 9 h 30 min (diurna), 11 h (notturna) | bisettimanali | Stagionali |
| Mahón ↔ Alcúdia  | 1 h 30 min                           | bisettimanali | Stagionali |